# رنا هويدي
رنا هويدي هي مذيعة ومقدمة برامج ومخرجة مصرية من أصول تونسية، قدمت العديد من البرامج على القنوات العربية والمصرية وشاركت بالتمثيل في عدد من الأعمال وأخرجت فيلم لقمة عيش.

## عن حياتها
رنا مذيعة مصرية من مواليد القاهرة درست الإعلام في جامعة أكتوبر للعلوم الحديثة والآداب وتخرجت بتقدير امتياز وكذلك درست الإخراج والتمثيل وفنون السينما لقبت ب«أصغر إعلامية في الوطن العربي» في بداياتها ، بدأت في قناة البغدادية عام 2014 كقارئة نشرة ومذيعة رياضة ومن ثم انتقلت إلى قناة الغد العربي في عام 2015 لتقدم نشرات الأخبار وبرنامج «يوم جديد»، بعدها انتقلت للعمل في قناة MBC مصر  في عام 2017 في برنامج «حديث المساء» وهي تعمل حاليا مقدمة لبرنامج النشرة الفنية على قناة الغد.

## أعمالها
- برنامج ستوديو الملاعب على قناة البغدادية
- برنامج يوم جديد على قناة الغد العربي [7][8]
- برنامج شير على قناة الغد العربي
- برنامج السباق على قناة الغد العربي
- برنامج حديث المساء على قناة MBC مصر [9][10][11][12]